# Brachystelma simplex
Brachystelma simplex är en oleanderväxtart som beskrevs av Rudolf Schlechter. Brachystelma simplex ingår i släktet Brachystelma och familjen oleanderväxter. Inga underarter finns listade i Catalogue of Life.